# Полозовское сельское поселение
Полозовское се́льское поселе́ние — упразднённое муниципальное образование в Большесосновском районе Пермского края Российской Федерации.
Административный центр — село Полозово.
Существовало с 19 декабря 2004 года по 14 мая 2021 года Большесосновский муниципальный район, упразднено в связи с преобразованием муниципального района в муниципальный округ.

## История
- 1748 – Первое упоминание в письменных источниках. Основана деревня переселенцами из деревни Красный Яр.
- 1774, 29 янв. – Сражение правительственного отряда Алексея Клепикова с пугачевским отрядом атамана А. Ф. Носкова (1700 чел.) близ д. Полозовой. Сторонники правительства разбили войско пугачевцев.
- 1780-е – Полозово вошло в Сарапульский уезд Вятской губ.
- 1837,23 мая – Путешествие цесаревича Александра Николаевича от Воткинского завода через д. Полозовую в Пермскую губ. В свите присутствовал поэт Жуковский В.А.
- 1849, 5 авг. – Открытие православного прихода и (вероятно) часовни по Указу Св. Синода от 5 августа 1849 г. № 8607
- 1851, 25 янв. – Перестройка часовни в деревянную церковь с одним престолом и освящение ее во имя св.кн.Владимира.
- 1859 – Население - 758 человек.
- 1869 – Числились в приходе: с. Полозово, д. Краснояр, д. Осиновка, поч. Вахрин, д. Лисья, поч. Позоринский, поч. Талапанов.
- 1890 – Утверждение проекта каменного храма.
- 1892 – Статистика: жители – русские, православные и старообрядцы. Село представляет две общины. В общине б. государственных крестьян земля разделена по заможности домохозяев. Другую же общину составляет один двор быв. сельских работников. В селе много веялок, 3 молотилки: 2 конных и 1 ручная. В общине - 5 водяных мукомольных мельниц: 4 мутовки и 1 колесуха.
- 1893 – Начало строительства каменного храма.
- 1904, 3 дек. – Освящение каменной церкви во имя св. кн. Владимира.
- 1905 – Награждение серебряной медалью церковного старосты З.Мокина за 1904г.
- 1906-1908 – Посадка сада, организованная купцом Ивановым на южном конце села.
- 1910 – Образование сельскохозяйственного общества Полозовское. Председатель – А.Н.Плосков (учитель), секретарь - Владимир Дьяконов (священник)
- 1918, сент.-нояб. – Освобождение Полозова от большевицкого правления. Участие полозовцев в Ижевско-Воткинском контрреволюционном восстании.
- 1919, 5 апр. – Освобождение Полозова Сибирской Белой армией (предпол.16-м Ишимским полком)
- 1919, июнь. – Оккупация Полозова 2-й Красной армией (предп. 28-й дивизией В.Азина).
- 1921 – Родился Михаил Петрович Одинцов дважды Герой Советского Союза, генерал-полковник авиации.
- 1924 – Полозово вошло в Черновской р-н Пермской обл.. (до июня 1931).
- 1926. – Население 872 человека.
- 1930, 8 мая – Закрытие церкви по постановлению Президиума Сарапульского окрисполкома (прот. № 17)
- 1931 – Создание колхоза «Ленинский путь» (позже им. Жданова). Просуществовал до июня 1959 г.
- 1935, янв. – Полозово входит в Черновской р-н Пермской обл (до нояб. 1959 г.)
- 1937 – Начало разрушения храма. Переоборудование его позже под библиотеку, кинозал, школьные мастерские, склады…
- 1943 – Открытие пошивочной мастерской и парикмахерской, (вскоре закрыты).
- 1957, нояб – Открыт памятник жертвам гражданской войны.
- 1963, дек. – Проведено электричество.
- 1970, 27 нояб. – Создан совхоз «Полозовский».
- 1988 – Открытие клуба
- 1995 – Начало восстановления храма. Первые службы вел о. Димитрий (Женихов).
- ???? – Создан сельскохозяйственный производственный кооператив «Полозовский»
- 2002 – Население – 331 человек
- 2009 – Банкротство (закрытие) СХПК «Полозовский. Выкуп имущества кооператива предпринимателем А.Першаковым. Перевод активов в д. Лисья[4].
- 2011 - Открытие на территории Полозовского поселения ООО "Полозово-строй-Сервис"[5](провально закрыто в 2015).

## Население
| 2010  | 2012  | 2013  | 2014  | 2015  | 2016  | 2017  |
| ----- | ----- | ----- | ----- | ----- | ----- | ----- |
| 1997  | ↘1972 | ↘1902 | ↗1928 | ↘1863 | ↘1829 | ↘1758 |
| 2018  | 2019  | 2020  | 2021  |       |       |       |
| ↘1696 | ↘1645 | ↘1613 | ↘1599 |       |       |       |

## Состав сельского поселения
| №  | Населённый пункт | Тип населённого пункта       | Население |
| -- | ---------------- | ---------------------------- | --------- |
| 1  | Бердышево        | село                         | 319       |
| 2  | Вахрино          | деревня                      | 21        |
| 3  | Верх-Шестая      | деревня                      | 27        |
| 4  | Гари             | деревня                      | 51        |
| 5  | Загибовка        | деревня                      | 4         |
| 6  | Кожино           | деревня                      | 2         |
| 7  | Красный Яр       | деревня                      | 352       |
| 8  | Лисья            | деревня                      | 189       |
| 9  | Марасаны         | деревня                      | 87        |
| 10 | Нижний Лып       | село                         | 315       |
| 11 | Осиновка         | деревня                      | 76        |
| 12 | Пикули           | деревня                      | 37        |
| 13 | Позоры           | деревня                      | 37        |
| 14 | Полозово         | село, административный центр | 269       |
| 15 | Сивинское        | деревня                      | 91        |
| 16 | Старый Лып       | деревня                      | 72        |
| 17 | Стафията         | деревня                      | 3         |
| 18 | Чернухи          | деревня                      | 45        |